# Hôtel de ville de Furnes
La hôtel de ville de Furnes est un édifice situé sur la grand-place la ville de Furnes, dans la province belge de Flandre-Occidentale.

## Histoire
L'hôtel de ville a joué un rôle important au début de la Première Guerre mondiale. À la mi-octobre 1914, l'état-major général de l'armée belge s'installe à l'hôtel de ville. La chambre haute, plus tard renommée Albertzaal, est aménagée en cabinet de travail du roi Albert : c'est là, notamment, que des discussions ont eu lieu sur l'inondation de la plaine de l'Yser. Le roi Albert a élevé Karel Cogge au rang de chevalier de l'Ordre de Léopold ici, entre autres. Il a également reçu de nombreuses personnalités internationales importantes, telles que le général français Foch, le président français Poincaré, le roi britannique George V, ou le maréchal de l'armée britannique John French. Ceux qui n'ont pas été logés à la mairie ont séjourné, entre autres, dans l'hôtel voisin Die Nobele Rose. Début 1915, le quartier général quitte la mairie à cause des bombardements, au profit du presbytère de Houtem (nl). Le ministère de la Guerre s'installe au château Bernier sur la Ieperse Steenweg.
L'hôtel de ville de Veurne est un monument protégé depuis février 1939.

## Description

### Extérieur
L'hôtel de ville est construit dans le style Renaissance et en brique. Il y a deux ailes adjacentes, chacune avec un pignon. La gauche, de quatre travées, est de 1596, la droite, de cinq travées, de 1612. La façade arrière est de 1599. Le dessin serait de l'architecte Lieven Lucas, originaire de Saint-Omer, tandis que la façade a été conçue par les tailleurs de pierre brugeois Hiëronymus Stalpaert et Ferri Aerts. Cette façade porte un balcon soutenu par des colonnes ioniques sous des arcs en panier. Au milieu du balcon se trouvent les armoiries de la châtellenie. À la façade arrière se trouve une tourelle octogonale.
Il y a un passage sur le côté droit du complexe. À droite du passage, le Landshuis est perpendiculaire à l'hôtel de ville.
Des travaux de restauration sont entrepris sous la direction de l'architecte Jozef Vinck en 1880-1889, comprenant le renouvellement des encadrements de fenêtres et la reconstruction de la façade en partie avec des matériaux de récupération.
En 1939, un bâtiment attenant de style néo-Renaissance est construit à gauche de l'hôtel de ville, conçu par Camille Van Elslande.

### Intérieur
Le bâtiment contient des revêtements muraux et des plafonds du début du xviie siècle. La chambre des échevins présente un plafond en stuc et une cheminée de style rococo. Dans la salle de conférence au dernier étage, il y a une cheminée avec des images du gouverneur Albert d'Autriche et de son épouse Isabelle d'Espagne.

### Galerie

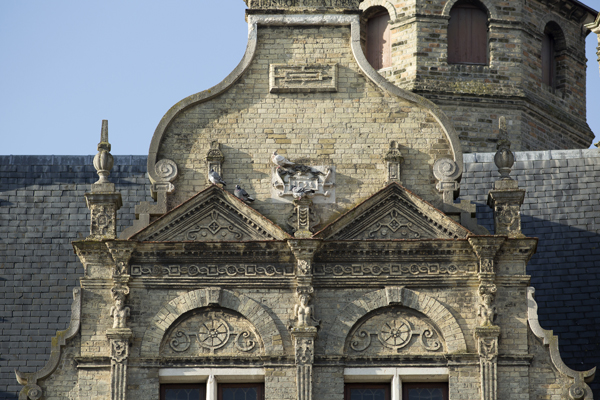
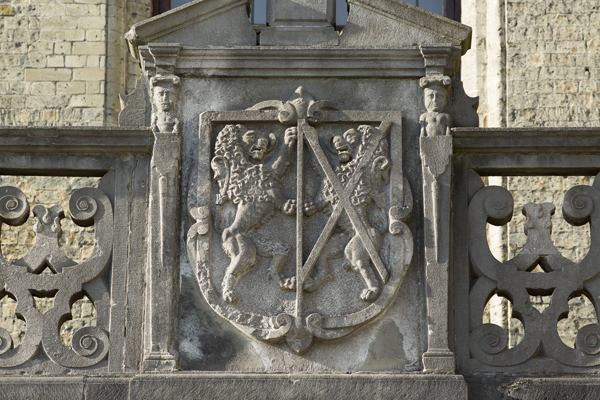
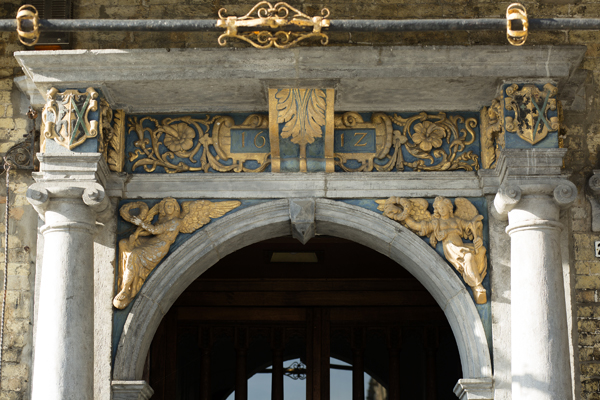
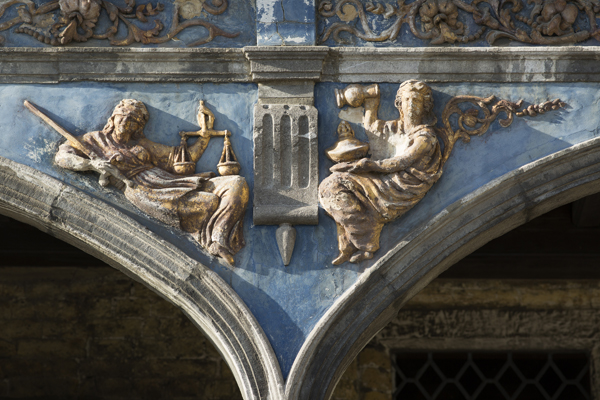
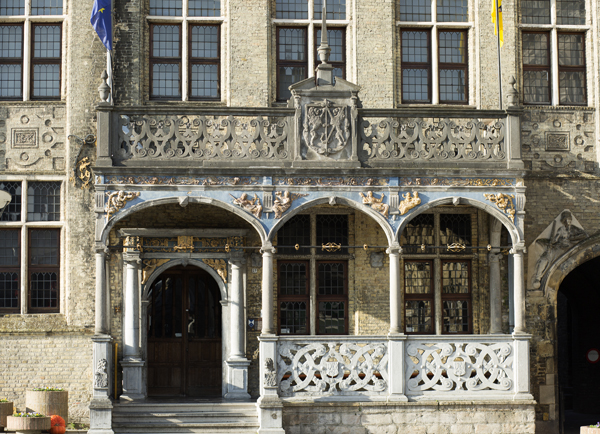